# We Are the World
We Are the World je singl, který roku 1985 nazpívali a vydali přední američtí interpreti vystupující jako superskupina USA For Africa v rámci pomoci hladovějící Africe. Singl o nákladu 800 000 kusů byl během tří dní od vydání vyprodán a v následujících týdnech obsadil nejvyšší pozice v hitparádách po celém světě.

## Pozadí vydání
V roce 1984 zasáhly africké země v pásu Sahelu obrovská sucha a následný hladomor, při němž denně umíraly tisíce lidí. Proto se Harry Belafonte rozhodl uspořádat benefiční koncert černošských zpěváků, jehož výtěžek chtěl věnovat do Afriky. Tento nápad však rozvinul Ken Kragen, prezident United Support of Artists for Africa, který chtěl uspořádat americkou verzi Band Aid. Ken Kragen přednesl svůj návrh zpěvákovi Lionelu Richiemu, který se s Michaelem Jacksonem stal autorem písně. Nahrávání proběhlo v noci z 28. ledna 1985, kdy byly vyhlašovány ceny American Music Awards, protože šlo o jediný termín kdy byla většina předních amerických zpěváků a zpěvaček na jednom místě.

## Úspěchy singlu
Když se v čtvrtek 7. března 1985 dostala nahrávka na pulty obchodů v nákladu 800 tisíc kusů, byl o ni takový zájem, že již v neděli byla vyprodána. 23. března singl obsadil 21. místo amerického žebříčku Billboard Hot 100 a během tří týdnů se stal nejúspěšnějším singlem od písně Johna Lennona Imagine a nejrychleji prodávanou písní od roku 1975, kdy Elton John nazpíval Island Girl.
Ještě téhož roku získala „We Are the World“ dvě ceny Grammy Award za píseň roku a nahrávku roku.

## Seznam všech zúčastněných interpretů

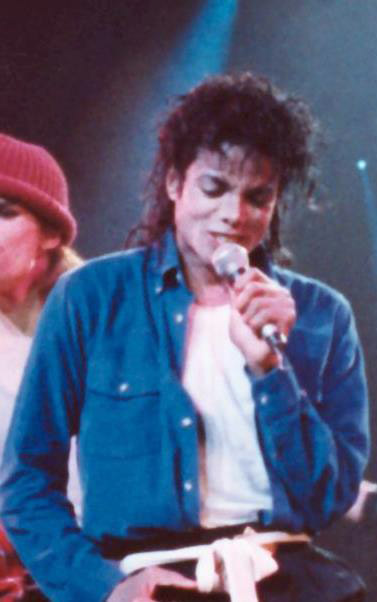
Spoluautor singlu Michael Jackson.

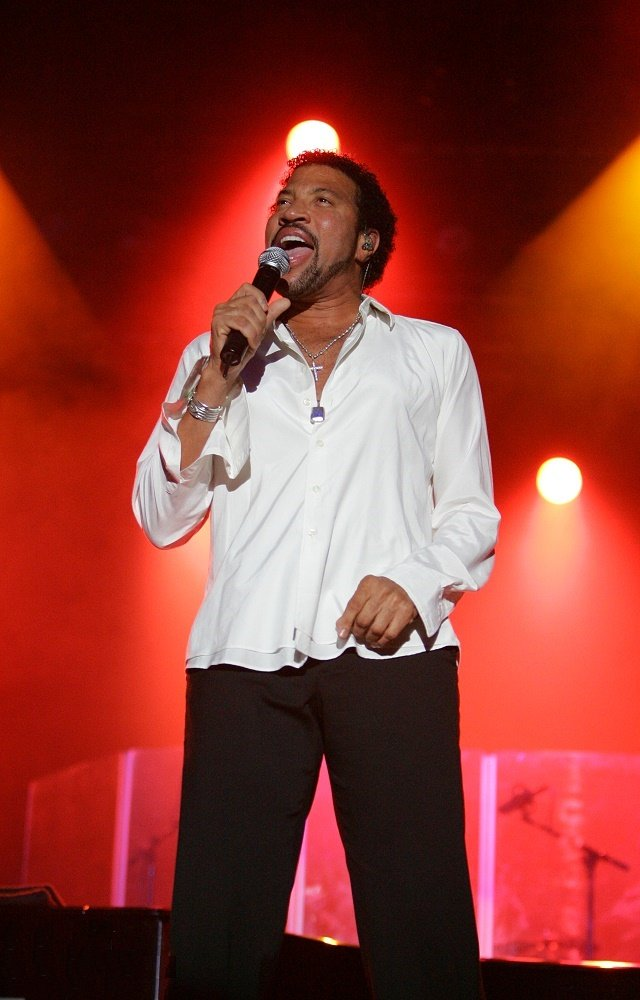
Spoluautor singlu Lionel Richie.

### Dirigent
- Quincy Jones

### Zpěváci
| - Dan Aykroyd - Harry Belafonte - Lindsey Buckingham - Kim Carnes - Ray Charles - Bob Dylan - Sheila E. - Bob Geldof - Daryl Hall - James Ingram - Jackie Jackson - La Toya Jackson - Marlon Jackson - Michael Jackson - Randy Jackson - Tito Jackson - Al Jarreau - Waylon Jennings - Billy Joel | - Cyndi Lauper - Huey Lewis - Kenny Loggins - Bette Midler - Willie Nelson - John Oates - Jeffrey Osborne - Steve Perry - The Pointer Sisters - Lionel Richie - Smokey Robinson - Kenny Rogers - Diana Ross - Paul Simon - Bruce Springsteen - Tina Turner - Dionne Warwick - Stevie Wonder |

## Umístění v hitparádách
| Země               | Nejlepší umístění |
| ------------------ | ----------------- |
| Austrálie          | 1                 |
| Belgie             | 1                 |
| Brazílie           | 4                 |
| Dánsko             | 1                 |
| Francie            | 1                 |
| Irsko              | 1                 |
| Itálie             | 1                 |
| Japonsko           | 2                 |
| Kanada             | 1                 |
| Nizozemsko         | 1                 |
| Norsko             | 1                 |
| Nový Zéland        | 1                 |
| Rakousko           | 2                 |
| Švédsko            | 1                 |
| Švýcarsko          | 1                 |
| USA                | 1                 |
| Spojené království | 1                 |

## Další verze
- We Are the World pro Brazílii
- We Are the World pro Chile 2010
- We Are the World pro Indonésii 2004
- We Are the World 25 pro Haiti (2010)
- We Are the World (2020) - podání soutěžících v show Tvoje tvář má známý hlas